# 華慧英
華慧英（1925年—2016年1月8日），台灣電影攝影師、導演暨電視製作人，代表作有《蚵女》、《龍門客棧》及《俠女》等。曾獲第1屆金馬獎最佳黑白攝影、第8屆及第10屆金鐘獎創新節目獎，並擔任多屆金馬獎評審。

## 生平
1925年生於上海，籍貫浙江省寧波市。1946年進入中國電影製片廠上海技術站擔任助理技術員，從事新聞攝影；並於1949年撤退到臺灣。1950年擔任劇情片《惡夢初醒》之攝影助理，1951年中製改組，隨老師王士珍進入農業教育電影公司。1954年農教又改組為中央電影公司，他於次年升任為攝影師，首度獨當一面拍攝《碧海同舟》。1956年獲中影選派赴日考察攝影技術，隨導演市川崑學習彩色攝影。1950年代，他亦曾在《聯合報》副刊發表多篇專文，介紹電影攝影。
1962年以《宜室宜家》獲頒第1屆金馬獎最佳黑白攝影，1964年擔任中影第一部彩色電影《蚵女》之攝影師。1967年離開中影，至聯邦電影公司大湳製片廠擔任副廠長兼攝影師，拍攝《龍門客棧》、《俠女》等片。1975年《俠女》於坎城影展獲得最高技術獎之殊榮。
1971年任職華視電影組組長，1972年以《龍》獲頒第8屆金鐘獎創新節目獎，1974年又以《炙艾圖》再度獲得同一獎項。華視電影組組長任內，推動華視節目赴海外攝影、國產電視動畫《小平與小安》攝製等事宜，並於1985年退休。
1984年至1992年數度擔任金馬獎評審，並曾於1988年主辦「金馬獎攝影器材展」，展出1940至1980年代的國內攝影器材。1986年發起創設中華民國電影攝影協會，1988年獲核准正式成立，並擔任首屆理事長。
1988年擔任臺灣省電影製片廠紀錄片《美夢成真》攝影師，習得360度電影拍攝技術，並於1990年受中影委託赴中國大陸拍攝360度紀錄片《錦繡河山》。
除攝影之外，亦對文學、音樂等其他藝術類型有所涉獵，曾以筆名寫作數個劇本，並著有回憶錄《捕捉影像的人》及《老時童年》。
2016年1月8日病逝於臺北榮民總醫院，享耆壽91歲。

## 作品

### 攝影
- 敦親報國（1951）
- 和鄰睦族（1951）
- 台灣獄政（1951）
- 人情的溫暖（1951）
- 無心的過失（1951）
- 革命兒女（1951）
- 一萬四千反共義士（1951）
- 寶島大動脈（1951）
- 風塵劫（1954）
- 梅崗春回（1955）
- 薛平貴與王寶釧（1955）
- 碧海同舟（原名「浪淘沙」，1956）
- 錦繡前程（1956）—榮獲亞洲影展金禾獎
- 呂洞賓（1957）
- 萬里長城（1958）
- 苦女尋親記（1958）
- 歸來（1958）
- 懸崖（1959）
- 太平洋之鯊（1960）
- 宜室宜家（1962）—榮獲第1屆金馬獎最佳黑白攝影
- 薇薇的週記（1963）
- 黑夜到黎明（1963）
- 蚵女（1964）
- 意難忘（1965）
- 雷堡風雲（1965）
- 鳳鳳（1965）
- 還我河山（1966）
- 我女若蘭（1966）
- 挑女婿（1967）
- 尋夢園（1967）
- 龍門客棧（1967）
- 貂蟬與呂布（1968）
- 月滿西樓（1968）
- 鐵娘子（1969）
- 家在台北（1970）
- 烈火（1970）
- 三娘教子（1970）
- 俠女（1970）
- 早晨再見（1974）
- 純純的愛（1974）
- 美夢成真（1989）—360度電影

### 導演
- 情海斷腸人（1966）
- 龍（1971）—獲頒第8屆金鐘獎創新節目獎
- 刺蠻王（1971）
- 蜿蜒的長虹（1972）
- 炙艾圖（1973）—獲頒第10屆金鐘獎創新節目獎
- 大地牛郎（1973）
- 飛行三萬里（1978）
- 八十年代的震撼（1980）
- 錦繡河山（1990）—360度電影
- 長江三峽（1992）—360度電影

### 製作
- 小平與小安（1985）—電視動畫

### 著作
- 捕捉影像的人（2000）ISBN 9789573239994
- 老時童年（2009）ISBN 9789860199727

## 外部連結
- 華慧英在互联网电影资料库（IMDb）上的資料（英文）
- 華慧英在香港影庫上的簡介
- 華慧英在台灣電影網上的資料（繁體中文）
- 華慧英在豆瓣上的资料（简体中文）